# ماری امانوئل آگوستین ساوارد

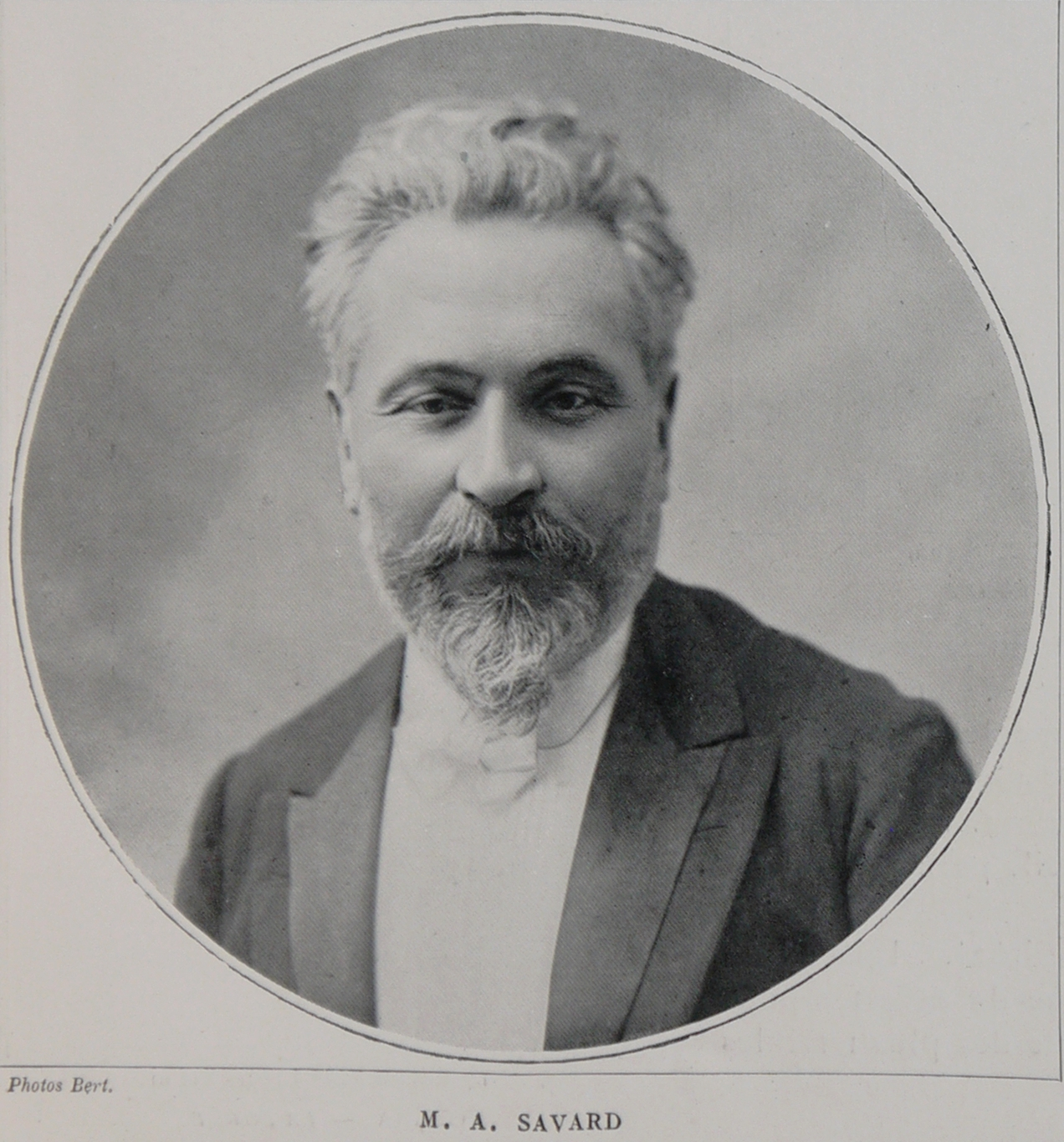
تصویری از ماری.

ماری امانوئل آگوستین ساوارد (انگلیسی: Marie Emmanuel Augustin Savard; ۱۵ مهٔ ۱۸۶۱ – ۶ دسامبر ۱۹۴۲) آهنگساز، رهبر (موسیقی)، و آموزگار اهل فرانسه بود.
وی همچنین برندهٔ جوایزی همچون جایزه بزرگ رم شده‌است.